# Cimetière des vieux croyants à Tartu
Le cimetière des vieux-croyants (en estonien : Tartu vanausuliste kalmistu) est un cimetière de Tartu en Estonie. 

## Présentation
Le cimetière des orthodoxes vieux-croyants est situé en bordure de la rue Jänese tänav, à côté de l'ancien cimetière juif de Tartu.
La paroisse des vieux-croyants de Tartu a été fondée en 1863. 
La maison de prière des vieux croyants est située rue Põik tänav. 

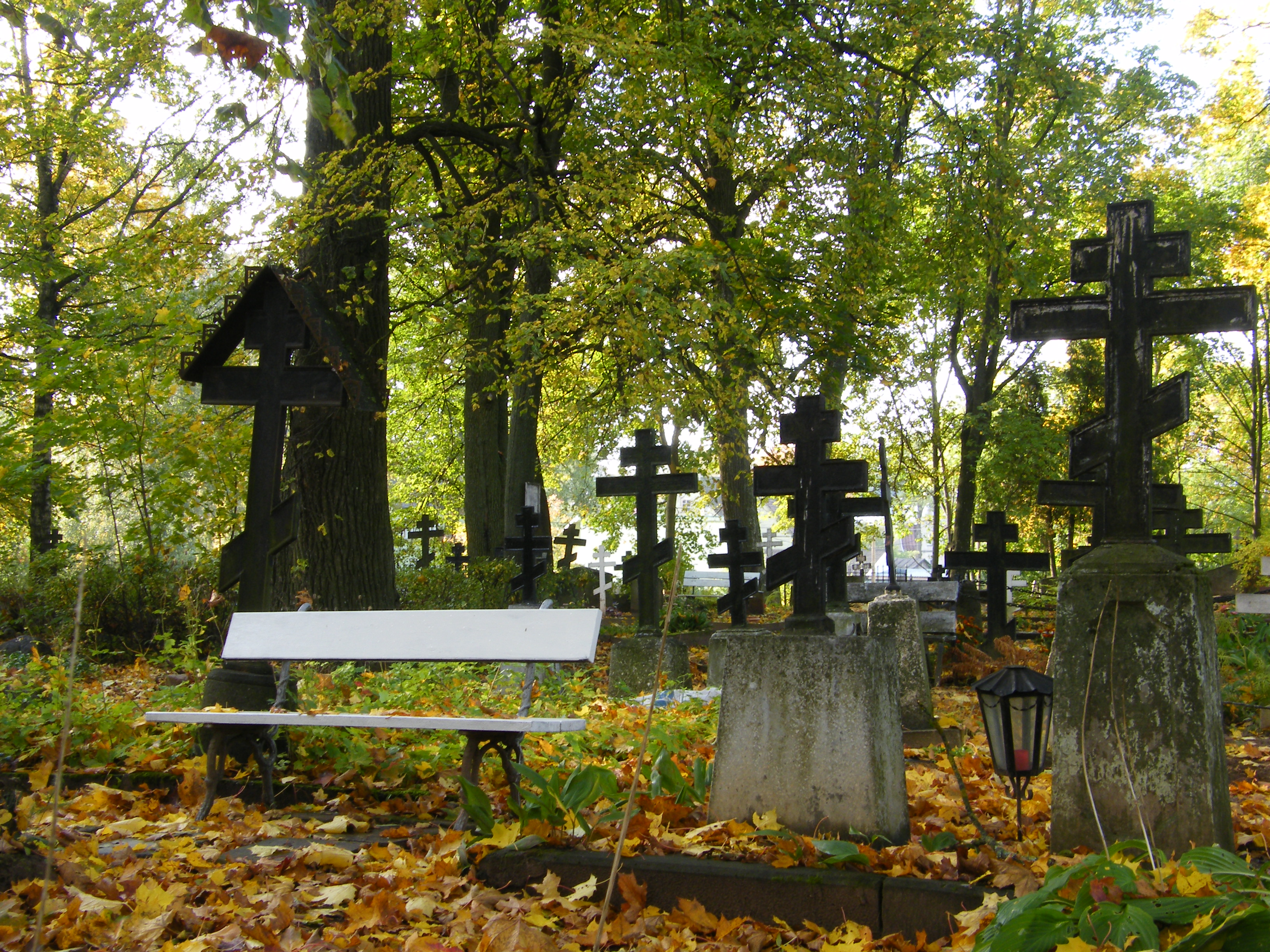